# Distoleon laticollis
Distoleon laticollis is een insect uit de familie van de mierenleeuwen (Myrmeleontidae), die tot de orde netvleugeligen (Neuroptera) behoort. 
Distoleon laticollis is voor het eerst wetenschappelijk beschreven door Navás in 1913.